# Підопригора Валентина Григорівна
Валентина Григорівна Підопригора (1945, тепер Шевченківського району Харківської області — ?) — українська радянська діячка, новатор виробництва, токар Харківського заводу транспортного машинобудування імені Малишева Харківської області. Депутат Верховної Ради УРСР 8-го скликання.

## Біографія
Народилася у родині колгоспного комбайнера-механізатора. Закінчила семирічну школу.
З 1965 року — токар Харківського заводу транспортного машинобудування імені Малишева Харківської області.

## Нагороди
- ордени
- медалі